# 100 ميل (فلم)
100 ميل هو فيلم قصير إماراتي أنتج عام 2007 وصدر لأول مرة في 8 مارس 2007، وعُرض في مهرجان دبي السينمائي الدولي في عام 2008 ضمن فئة أصوات إماراتية. وهو من تأليف وإخراج مصطفى عباس، وبطولة عباس ومحمود أرجوماند وكورت نايبرغ وسلمى عثمان.

## قصة الفيلم
تدور أحداث فيلم 100 ميل في إطار من الإثارة والتشويق حول مايلز ماكمانوس المصاب بالفصام والذي يعاني من عدم الاهتمام، والذي يستيقظ غريمه تيد غارسيا ذات يوم ليجد مايلز يقيده في حوض الاستحمام متهما إياه باغتصاب صديقته أنابيل جيمس مما غير حياتهما للأبد. يحاول تيد غارسيا إقناع مايلز ببرائته، ثُم يكتشف مايلز بعد ذلك مقتل أنابيل، ويجد أنه كان ضحية مؤامره استغله فيها جوناثان ريفرز زوج أم أنابيل الذي سعى للاستيلاء على ثروة أنابيل التي تركتها لها والدتها.

## طاقم العمل

### الممثلون
- مصطفى عباس: في دور شين.
- محمود أرجوماند: في دور مايلز ماكمانوس جونيور.
- كورت نايبرغ: في دور السيد تريستان نايبيرغ.
- سلمى عثمان: في دور أنابيل جيمس.
- محمد ربيع: في دور تيد غارسيا.
- قيس ربيع: في دور جوناثان ريفرز.

### الإخراج
- مصطفى عباس (مخرج).

### الإنتاج
- مصطفى عباس (منتج).
- شركة نايت أنت داي بيكتشرز.

### الموسيقى
- خلدون حداد.

## الترشيحات والجوائز
حصل فيلم 100 ميل على جائزة أفضل فيلم غير وثائقي في مسابقة الإمارات السينمائية لعام 2007.

## روابط خارجية
- صفحة الفيلم علي موقع قاعدة بيانات الأفلام العالمية